# Качество на живот
Качеството на живота се отнася до общото благосъстояние на индивидите и обществата.
Това е степента на благополучие и лична удовлетвореност, изпитвано от даден човек или група от хора, въпреки че в някои контексти  то може да се срещне като синоним на иначе свързаното с него понятие „жизнен стандарт“, в това понятие се влага неизмеримата по икономически показатели субективна и динамично променлива оценка за личното благосъстояние, формирана по много и разнообразни критерии от физическо, психологическо и социално естество.
- Физическото благосъстояние най-общо включва доброто здравословно състояние, физическия комфорт, режима на хранене и физическа активност, предпазването от болки и заболявания, както и способността за самостоятелно извършване на дейности, свързани с личните потребности на индивида.
- Психологическите аспекти на качеството на живота са свързани с психичното здраве, различните състояния на стрес, тревогите и удоволствията в ежедневието, различните положителни и отрицателни емоционални състояния, самооценката.
- Социалното благосъстояние е най-разнообразно и трудно измеримо, тъй като включва активността в интимния живот и семейството, приятелските отношения, професионалната реализация, развлеченията в свободното време, социалната среда и живот, придобитото образование и култура, околната среда и други.[2][3]

Често свързани термини са свобода, човешки права и щастие. Все пак щастието е субективно усещане и за това трудно да бъде измерено, и други измервания се прилагат върху качеството на живот, които имат приоритет. Изследванията показват, че щастието също така не е непременно свързано с повишаването на комфорта като резултат от повишени доходи. И по тази причина стандарта на живот не взима предвид измервания на щастието  Също понякога се взима под внимание свързаната с качеството на живот концепция за човешка сигурност.
В чисто медицинския контекст, в който понятието се среща, повишаването на качеството на живота е основна цел на палиативната медицина, която се изразява в грижи за пациенти със сериозни заболявания за намаляване или елиминиране на ефектите от заболяванията и свързаните с тях негативни психологически и социални ефекти.

## Международни класации
Няколко различни класации се опитват да сравняват качеството на живот между отделните държави:
- Индекс на човешкото развитие (ИЧР) – оценява нивото на бедността, грамотността, образованието, очакваната продължителност на живота и др. Той е стандартизирано средство за оценяването на благосъстоянието и най-вече на детското благополучие. Използва се от 1993 г.
- Индекс щастлива планета [6] – въведен през 2006 г. като отговор на индекси като БВП и ИЧР. Особено БВП не се разглежда като убедителен, защото крайната цел на повечето хора не е да бъдат богати, а да бъдат здрави и щастливи. Като особено показател се раглежда устойчивостта на обществото и запазеността и разнообразието на околната среда. България по този индекс е:

| Година | място/страни | Ср. Продълж. живот | Удовлетворение от живота | Екология | === | Турция | Гърция | Македония | Сърбия | Румъния | 1 място    | Русия | САЩ |
| 2006   | 145/173      | 72.2               | 4.3                      | 2.7      |     | 98     | 133    | 116       | -      | 120     | Вануату    | 172   | 150 |
| 2009   | 82/143       | 72.7               | 5.5                      | 2.7      |     | 83     | 97     | 111       | 58     | 70      | Коста Рика | 108   | 114 |
| ЕС     |              |                    |                          |          |     |        |        |           |        |         |            |       |     |
| 2007   | 28/30        | 72.1               | 4.1                      | 1.6      |     |        | 27     |           |        | 20      | Исландия   |       |     |

Българите показват едно от най-ниските нива на удовлетворение от живота в Европа. Въпреки че БВП е по-висок от този на Румъния, домакинските разходи са най-ниски в Европа предполагайки, че Българите всъщност имат по-нисък паричен поток за харчене от румънците. Ниският стандарт на живота съвпада с ниските показатели за добро управление и ниските нива на разходи (като процент от всички разходи) за здравеопазване и образование. Въпреки разнообразнието от енергични източници, една трета (2007 г.)е придобита от твърди горива, което допринася за по-високи от средните за европа въглеродна наситеност.